# Jerzy Pawłowski (biskup)
Jerzy Pawłowski (ur. w kwietniu 1732, data śmierci nieznana) – biskup rzymskokatolicki.

## Życiorys
Święcenia kapłańskie 24 maja 1755. Od 19 czerwca 1780 sufragan inflancki i tytularny biskup Alalia w Phoenicia, oficjał i archidiakon inflancki w 1789 roku. Przez władze rosyjskie uznawany za sufragana niekanonicznej diecezji białoruskiej. Sakrę biskupią otrzymał w Połocku 26 marca 1781.